# Museum für dörfliche Alltagskultur

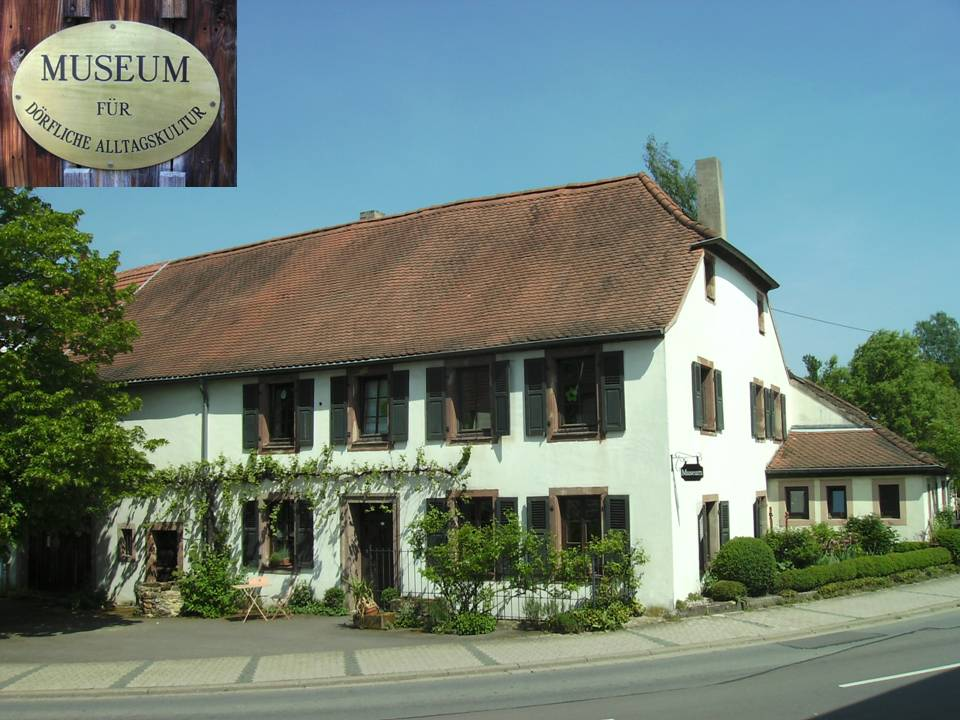
Museum für dörfliche Alltagskultur

Das Museum für dörfliche Alltagskultur, das sich im Ortsteil Rubenheim der Gemeinde Gersheim befindet, dokumentiert die Lebensverhältnisse von „kleinen Leuten“ der saar-pfälzisch-lothringischen Landbevölkerung. Das Museum will die Alltagskultur der Bevölkerung zwischen Hunsrück und Lothringen mit Schwerpunkt auf dem Saarland beleuchten.

## Museumscharakter
Das Museum wurde von dem Rubenheimer diplomierten Wirtschaftsingenieur (Dipl.Wirtsch.Ing.) und Volkskundler Gunter Altenkirch konzipiert und sukzessive realisiert. Er hat das Museum im Laufe von Jahrzehnten eingerichtet und garantiert den laufenden Betrieb. Dokumentiert und gezeigt werden soll das alltägliche Leben der Dorfbewohner des 19. und 20. Jahrhunderts, insbesondere das der unteren sozialen Schichten. Sie wurden seinerzeit von den Tagelöhnern, Arbeitern, Bauern, Handwerkern und Vaganten gebildet, also den Schichten, die man im alltäglichen Sprachgebrauch die „kleinen Leute“ nennt. Über 50.000 Objekte hatte Altenkirch zusammengetragen, 2500 davon werden in verschiedenen Sonderausstellungen und einigen Dauerausstellungen gezeigt.
Das Museum wurde 1988 eröffnet.

## Das Haus
Das Museum, in Teilen auch als Wohnhaus genutzt, zählt zur Gattung des „südwestdeutschen Einhauses“, das durch das Nebeneinanderliegen von Stallung und Wohnteil charakterisiert ist. Erbaut wurde das Haus in der ersten Hälfte des 18. Jahrhunderts als landwirtschaftliches Anwesen, in späteren Zeiten wurde es als Gastwirtschaft genutzt. Um das Haus museumsgerecht nutzen zu können, baute Altenkirch den Innenbereich im großen Stil um. In drei Etagen des ehemaligen Bauernhauses, das bereits etliche Prämierungen erhielt, werden auf einer Fläche von 250 m² Gegenstände des alltäglichen Gebrauchs gezeigt: landwirtschaftliche Geräte, frühe Pflugtechniken, Gespinstverarbeitung, Toiletten- und Kücheneinrichtungen sowie zahlreiche weitere Utensilien des täglichen Bedarfs. Neben der Dauerausstellung zeigt das Museum immer wieder Themen bezogene Wechselausstellungen („Aberglaube und Zauberei im ländlichen Raum“, „Kinderspielzeuge im 19. Jahrhundert“). Inzwischen wurden bereits 27 Sonderausstellungen präsentiert (Stand 2011).
Eine weitere bedeutungsvolle Sammlung beherbergt das Museum. Anhand von Zeitzeugenbefragungen („Oral History“), die Altenkirch seit Jahrzehnten durchführt, ist er in der Lage, die Lebensgeschichte von über 10.000 Saarländerinnen und Saarländern zu dokumentieren und ihre Einzeldaten in einer über 450.000 Karteikarten zählenden Datei zu erschließen.